# Antaramej
Antaramej (en arménien Անտառամեջ ; jusqu'en 1978 Yanighpaya puis Meshakend) est une communauté rurale du marz de Gegharkunik, en Arménie. Elle compte 163 habitants en 2008.